# Stift Gottesgnaden

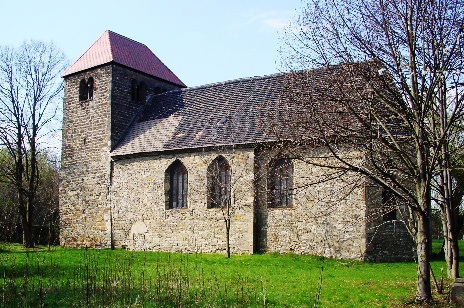
Hospitalkirche Gottesgnaden

Das Stift Gottesgnaden war eine Niederlassung des Prämonstratenserordens von 1131 bis 1563 und von 1629 bis 1631.

## Lage

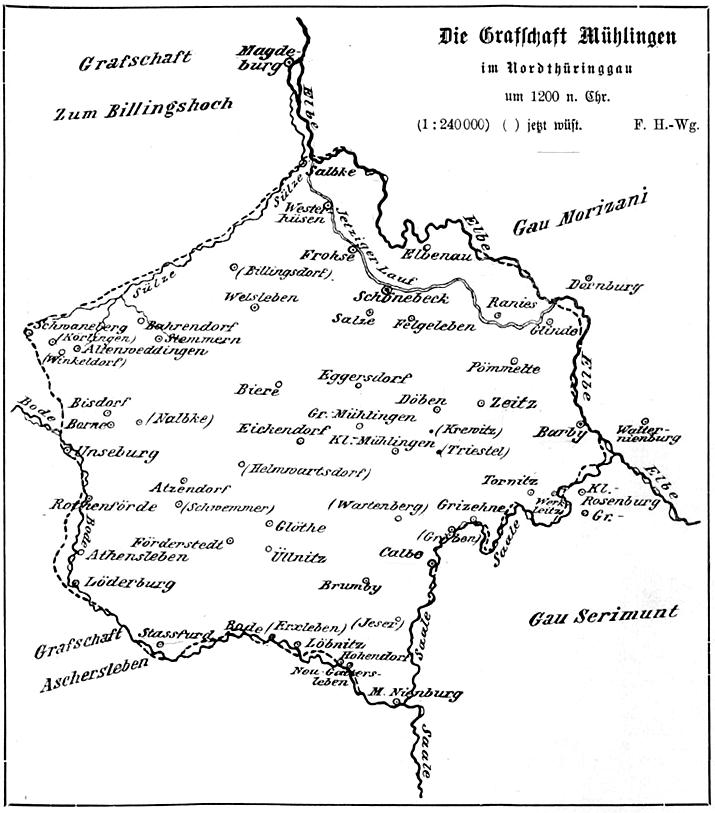
Lage östlich der Saale bei Calbe

Das Stift Gottesgnaden war eine großflächige Anlage auf einem Hügel östlich der Saale gegenüber der Stadt Calbe. Heute befindet sich dort der Ort Gottesgnaden. Von den Bauten sind noch Reste der alten Klostermauer und des romanischen Turms der Hospitalkirche erhalten.

## Geschichte

### Gründung
1131 gründete Otto von Röblingen (Reveningen) das Kollegiatstift Dei Gratia (Gottesgnaden) im Auftrag von Norbert von Magdeburg, dem Gründer des Prämonstratenserordens. Diese war die zweite Tochtergründung des zentralen Stifts Unser Lieben Frauen in Magdeburg. Es gewann bald eine wichtige Bedeutung für die Ausbreitung des Ordens und wurde Mutterkloster des St.-Georg-Stifts in Stade (um 1131), und der Stifte Arnstein (1139) und Münsterdreisen (1144).

### Weitere Entwicklung
Der erste Calver Propst Emelrich begab sich kurz nach der Gründung des Stifts mit einer Gruppe Prämonstratenserbrüder nach Palästina und gründete dort um 1143 das Kloster St. Joseph und Habakuk.
Nach einigen Jahren kam es zu Auseinandersetzungen mit dem zweiten Propst Evermod von Cambrai, der eine strenge Ordensdisziplin einforderte, und damit auf heftigen Widerstand einiger Chorherren traf. Der Gründer Otto von Röblingen trat aus dem Stift wieder aus.
1164 wurde  eine mächtige romanische Basilika mit zwei großen Türmen und sechs Glocken durch Erzbischof Wichmann geweiht.
1207 wurde eine Hospitalkirche außerhalb der Klostermauern errichtet und der Jungfrau Maria und dem Evangelisten Johannes geweiht.
Um 1280 wurden die Prämonstratenserinnen aus dem ursprünglichen Doppelkloster Gottesgnaden in das Lorenzstift in Magdeburg verlegt, später kamen sie nach Jüterbog. Bei der Neuorganisation des Ordens 1293 wurde das Calver Stift wie die übrigen norddeutschen Stifte der Propstei des Magdeburger Stifts unterstellt.
Spätestens seit dem 14. Jahrhundert existierte eine Klosterschule.
Das Stift Gottesgnaden hatte umfangreichen Grundbesitz und besaß das Patronat in einigen Kirchen der Umgebung, unter anderem in Jüterbog. Es verlieh auch  Geld und Grundstücke für Adlige und Bürger.

### Auflösung
1524/25 wurde das Stift während des Bauernkrieges beschädigt. Auch nach der Einführung der Reformation im benachbarten Calbe 1542 blieb das Stift weiter katholisch. 1546/47 kam es zu erneuten Beschädigungen der Anlage im Schmalkaldischen Krieg, die Kleinodien wurden geraubt. 1553 starb der letzte katholische Propst. In diesem Jahr wurde der einzige evangelische Propst eingesetzt. Nach dessen Tod 1563 wurde das Stift aufgelöst.

## Weitere Nutzung
Nach 1563 wurde die Anlage landesherrliche Domäne im Herzogtum Magdeburg. Von 1629 bis 1631 wurde erneut ein katholisches Stift dort geführt. Kurz danach wurde die Anlage durch schwedische Truppen im Dreißigjährigen Krieg schwer beschädigt. Kurzzeitig war das Kloster im Besitz des Schwedischen Rates Johannes Stallmann, der jedoch bald darauf abgesetzt wurde. Vor dem Abzug der Schweden ließ Feldmarschall Johan Banér 1636 die Stiftsanlage und auch die Brücke über die Saale niederbrennen.
1653 wurde eine Schulordnung für eine geplante Landesschule ausgearbeitet, die jedoch nicht realisiert wurde.
Um 1695 wurden Teile der Basilika für den Bau der neuen Schleuse an der Saale am Mönchsheger auf Befehl von  König Friedrich I., von Osten her abgetragen.
1726 wurde die Kirche restlos beseitigt, um die Steine für einen geplanten Kanalbau von Calbe nach Schönebeck-Frohse zu verwenden. Als das Projekt scheiterte, wurden die Steine für verschiedene Zwecke verkauft. Die große Glocke der Stiftskirche wurde zum Guss zweier Glocken für die böhmisch-reformierten Bethlehemskirche verwendet, von denen eine noch existiert.

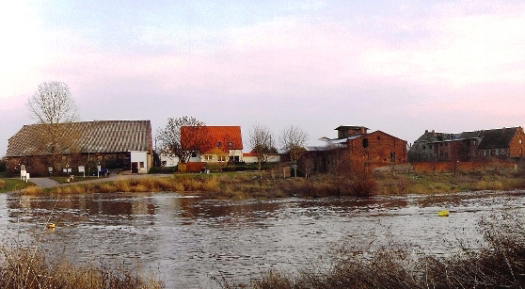
Gebäude der ehemaligen Domäne Gottesgnaden

Nach 1680 wurde der wieder aufgebaute Wirtschaftstrakt des ehemaligen Stiftes in eine preußische Staatsdomäne umgewandelt. Er blieb, stark verändert, als solche bis zur Bodenreform nach dem Ende des Zweiten Weltkrieges bestehen. In der DDR wurde die Domäne Teil einer LPG.
Teile des Turmes der vor den Resten der östlichen Stiftsmauern stehenden Hospitalkirche sind noch romanisch erhalten. Im Innern der 1710 großenteils gotisch umgebauten und erweiterten kleinen Kirche befinden sich die Grabsteine Johann de Puscos, des letzten katholischen, und des ersten und einzigen evangelischen Propstes von Gottesgnaden, Lambert Werner.